# WavPack
WavPack은 자유 소프트웨어, 오픈 소스 무손실 오디오 압축 파일 형식이다. 데이비드 브라이언트(David Bryant)가 개발하였다.

## 특징
WavPack은 오디오 파일을 .wv 확장자로 압축한다. .WAV 파일 형식을 가진 8비트, 16, 24 그리고 32 비트 부동소수점 오디오 파일을 압축할 수 있다. 서라운드 사운드 스트림을 지원하며, 높은 주파수의 샘플링 레이트를 지원한다. 다른 무손실 오디오 압축 코덱과 마찬가지로 압축률은 소스에 따라 변한다. 하지만, 일반적인 팝 음악 파일에 대해서 보통 30% 내지 70%의 압축률을 보여준다. 또한, 클래식 음악에는 더 좋은 압축률을 보여주고, 다이내믹 레인지가 큰 소스에 대해서도 더 나은 압축률을 보여준다.
WavPack은 "하이브리드" 모드를 지원한다. 하이브리드 모드는 손실 압축 파일 하나(.wv)와 "손실 보정용"(correction) 파일 하나(.wvc)로 이루어진다. 이 두 개의 손실 압축 파일과 손실 보정용 파일을 가지고서 완벽히 손실 없이 원음을 압축해제 할 수 있다. 아니면 비교적 작은 크기의 고품질 손실 압축 파일(.wv)만 활용할 수도 있다.
이러한 방법은 손실 압축 코덱과 무손실 압축 코덱의 이점을 모두 가져다 준다. 현재 이러한 "하이브리드" 기능은 OptimFROG와 WavPack만이 지원하고 있다.

## 요약
- 오픈 소스, BSD 계열 라이선스
- 멀티플랫폼
- 오류 강건(Error Robustness)
- 스트리밍 기능
- 멀티채널 오디오 및 고해상도 오디오 지원
- 하이브리드/손실 모드
- 하드웨어 지원
- 태깅 지원 (ID3v1, APEv2 태그)
- RIFF 청크(chunks) 지원
- 리플레이 게인 호환
- Win32용 자동압축풀림 파일 생성 기능
- 32bit 부동소수점 스트림 지원
- 임베디드 CUE 시트 지원
- MD5 해시 포함. 무결성 확인.

## 같이 보기
- FLAC
- TTA (코덱)
- Monkey's Audio